# Rareș Ilie
Rareș Andrei Ilie (Bucarest, 19 aprile 2003) è un calciatore rumeno, centrocampista dell'Empoli in prestito dal Nizza.

## Carriera

### Club
Cresciuto nel settore giovanile del Rapid Bucarest, ha esordito in prima squadra il 5 settembre 2020 disputando l'incontro di Liga II vinto 2-1 contro il Pandurii. L'anno seguente ha invece esordito nella massima serie rumena.
Il 17 luglio 2022 viene acquistato dal Nizza.
Tuttavia coi nizzardi trova poco spazio, perciò il 1º febbraio 2023 viene ceduto in prestito al Maccabi Tel Aviv.
Il 20 giugno 2023 viene ceduto nuovamente a titolo temporaneo, questa volta al Losanna.
A fine prestito fa ritorno al Nizza, con cui disputa due partite prima di venire ceduto in prestito al Catanzaro il 24 gennaio 2025. Esordisce in serie B l'8 febbraio, nel pareggio per 1-1 in casa del Frosinone. Il 16 marzo, in occasione del successo casalingo sul Cosenza per 4-0, è autore di due assist. Il 9 luglio dello stesso anno viene invece ceduto in prestito, con diritto di riscatto, all'Empoli. Il 15 agosto successivo esordisce con i toscani nella partita di Coppa Italia contro la Reggiana, vinta ai tiri di rigore, in cui segna la rete del definitivo pareggio (1-1) e fallisce un calcio di rigore.

### Nazionale
Ha giocato nelle nazionali giovanili rumene Under-18, Under-19 ed Under-21.

## Statistiche

### Presenze e reti nei club
Statistiche aggiornate al 15 agosto 2025.
| Stagione              | Squadra               | Campionato            | Campionato | Campionato | Coppe nazionali | Coppe nazionali | Coppe nazionali | Coppe continentali | Coppe continentali | Coppe continentali | Altre coppe | Altre coppe | Altre coppe | Totale | Totale |
| Stagione              | Squadra               | Comp                  | Pres       | Reti       | Comp            | Pres            | Reti            | Comp               | Pres               | Reti               | Comp        | Pres        | Reti        | Pres   | Reti   |
| --------------------- | --------------------- | --------------------- | ---------- | ---------- | --------------- | --------------- | --------------- | ------------------ | ------------------ | ------------------ | ----------- | ----------- | ----------- | ------ | ------ |
| 2020-2021             | Rapid Bucarest        | L2                    | 14+8       | 2+1        | CR              | 0               | 0               |                    | -                  | -                  |             | -           | -           | 22     | 3      |
| 2021-2022             | Rapid Bucarest        | L1                    | 27+9       | 2+4        | CR              | 2               | 0               |                    | -                  | -                  |             | -           | -           | 38     | 6      |
| Totale Rapid Bucarest | Totale Rapid Bucarest | Totale Rapid Bucarest | 58         | 9          |                 | 2               | 0               |                    | -                  | -                  |             | -           | -           | 60     | 9      |
| 2022-feb. 2023        | Nizza                 | L1                    | 4          | 0          | CF              | 0               | 0               | UECL               | 4                  | 0                  |             | -           | -           | 8      | 0      |
| feb.-giu. 2023        | Maccabi Tel Aviv      | LhA                   | 3+5        | 0          | CI+CdL          | 1+0             | 0               | UECL               | 0                  | 0                  |             | -           | -           | 9      | 0      |
| 2023-2024             | Losanna               | SL                    | 29         | 3          | CS              | 3               | 1               |                    | -                  | -                  |             | -           | -           | 32     | 4      |
| 2024-gen. 2025        | Nizza                 | L1                    | 2          | 0          | CF              | 0               | 0               | UEL                | 0                  | 0                  |             | -           | -           | 2      | 0      |
| Totale Nizza          | Totale Nizza          | Totale Nizza          | 6          | 0          |                 | 0               | 0               |                    | 4                  | 0                  |             | -           | -           | 10     | 0      |
| gen.-giu. 2025        | Catanzaro             | B                     | 12+3       | 0          | CI              | 0               | 0               | -                  | -                  | -                  | -           | -           | -           | 15     | 0      |
| 2025-2026             | Empoli                | B                     | 0          | 0          | CI              | 1               | 1               |                    | -                  | -                  |             | -           | -           | 1      | 1      |
| Totale carriera       | Totale carriera       | Totale carriera       | 116        | 12         |                 | 7               | 2               |                    | 4                  | 0                  |             | -           | -           | 127    | 14     |